# Justin Schau
Justin Schau (* 21. September 1998 in Jena) ist ein deutscher Fußballspieler.

## Karriere
Nach seinen Anfängen in der Jugend vom SV Eintracht Eisenberg, FC Carl Zeiss Jena und RB Leipzig wechselte er im Sommer 2015 in die Jugendabteilung von Dynamo Dresden. Von dort wechselte er im Sommer 2017 zurück in seine Heimat nach Jena. Bei seinem neuen Verein kam er zu seinem ersten Einsatz im Profibereich in der 3. Liga, als er am 1. August 2017, dem 3. Spieltag, beim 2:0-Auswärtssieg beim Halleschen FC in der 81. Spielminute für Davud Tuma eingewechselt wurde.